# Cyrano de Bergerac (ópera)
Cyrano de Bergerac es una ópera en cinco actos del compositor italiano Franco Alfano con libreto de Henri Cain basado en un drama homónimo del francés Edmond Rostand sobre la vida del escritor y soldado Cyrano de Bergerac.
El estreno tuvo lugar en el Teatro de la Ópera de Roma, entonces llamado Teatro Real, el 22 de enero de 1936. El estreno de la versión francesa, que poco a poco se va imponiendo sobre la italiana, tuvo lugar en el Teatro Nacional de la Opéra-Comique de París el 29 de mayo de 1936, con José Luccioni y Madeleine Grandval en los papeles protagonistas, bajo la dirección de Albert Bantlas. 
Esta ópera se representa poco; en las estadísticas de Operabase aparece la n.º 209 de las óperas representadas en 2005-2010, siendo la 62.ª en Italia y la primera de Alfano, con 13 representaciones en el período.

## Personajes
| Personaje                                                            | Tesitura     | Reparto el 22 de enero de 1936 Director: Tullio Serafin |
| -------------------------------------------------------------------- | ------------ | ------------------------------------------------------- |
| Cyrano de Bergerac, (capitán de mosqueteros e instructor de cadetes) | tenor        | José Luccioni                                           |
| Roxana, (prima de Cyrano)                                            | soprano      | Maria Caniglia                                          |
| Christian de Nouvillette, (cadete de mosqueteros)                    | tenor        | Alessio De Paolis                                       |
| La Dueña, (nodriza de Roxana)                                        | mezzosoprano | Agnese Dubbini                                          |
| Sor Marta, (abadesa)                                                 | mezzosoprano | Edmea Limberti                                          |
| Conde de Guiche, (coronel de mosqueteros)                            | barítono     | Giuseppe Manacchini                                     |
| Una monja                                                            | soprano      | Matilde Arbuffo                                         |
| Carbon de Castel Jaloux, (capitán de mosqueteros)                    | bajo         | Giacomo Vaghi                                           |
| Vizconde de Valvert , (un aristócrata jactancioso)                   | barítono     | Mario Bianchi                                           |
| Un oficial español                                                   | barítono     | Millo Marucci                                           |
| Ragueneau, (un pastelero)                                            | Bajo         | Emilio Ghirardini                                       |
| Le Bret, (un oficial de mosqueteros)                                 | Bajo         | Ernesto Dominici                                        |
| Lignière, (un mosquetero)                                            | barítono     | Saturno Meletti                                         |
| Montfleury, (un aristócrata)                                         | actor        |                                                         |

## Argumento

### Acto I
La acción se desarrolla en París, a comienzos del siglo XVII. En un corral de comedias se está realizando una representación y la bella Roxana ocupa un palco acompañada de su nodriza y de varios admiradores, entre ellos se encuentra el Conde de Guiche, coronel del regimiento de mosqueteros del rey de Francia. En otros puntos del teatro, hay dos hombres que también están pendientes de la bella joven: el apuesto Christian, por quien la muchacha se siente asimismo atraída; y el casi deforme, debido a su enorme nariz, Cyrano, capitán de mosqueteros y primo de Roxana. 

Cuando sale a escena el actor Montfleury, Cyrano interrumpe la representación al mofarse de él e insultarlo. En medio del enorme escándalo que se ha formado, el Vizconde de Valvert sale en defensa de Montfleury desafiando a Cyrano. Mientras los dos contrincantes se baten, Cyrano, entre estocada y estocada, compone una balada ridiculizando a Valvert.

Una vez que el duelo ha concluido, Cyrano confiesa a su amigo Le Bret que el verdadero motivo de haber insultado a Montfleury ha sido que éste se había atrevido a mirar a la mujer que él ama, Roxana, aunque no tiene ninguna esperanza de ser correspondido por ella debido a su grotesca nariz.

Cuando todos los asistentes comienzan a marcharse, la nodriza de Roxana se acerca con discreción a Cyrano para citarlo al día siguiente en casa del pastelero Ragueneau, puesto que su señora tiene algo muy importante que comunicarle. Esta cita provoca una explosión de júbilo en Cyrano quien, para celebrarlo, se marcha con sus camaradas a buscar pendencia contra los soldados de otro regimiento.

### Acto II
Escena Primera

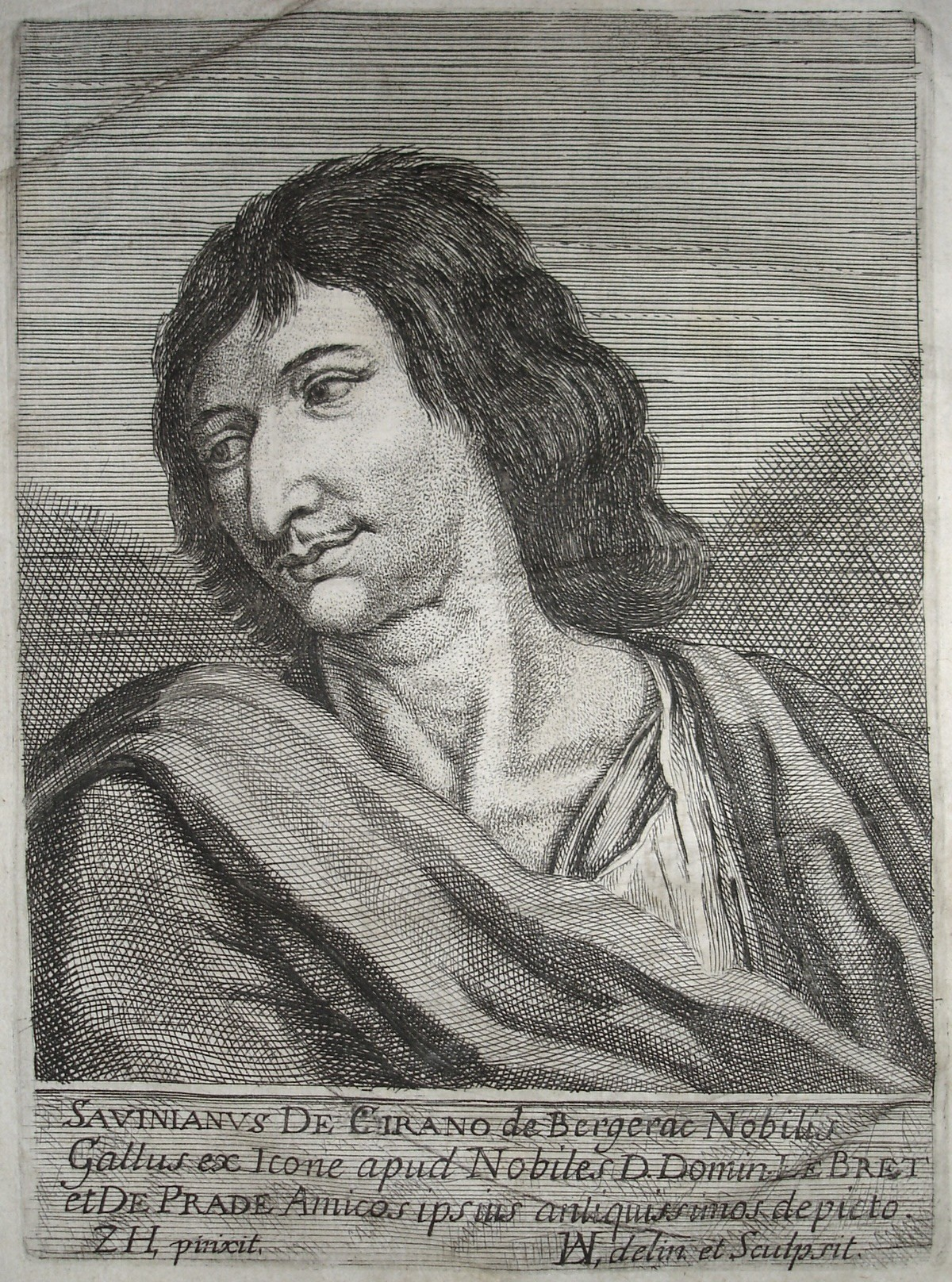
Retrato de Cyrano de Bergerac (1619 – 1655)

Cyrano espera impaciente a Roxana en la pastelería de Ragueneau, y como sabe que no será capaz de expresar sus sentimientos de viva voz, se decide por escribir una carta a su amada, llena de lirismo y pasión.

Llega Roxana y le cuenta a Cyrano que el motivo de la cita es para recomendarle a un joven cadete a mosquetero por el que, a pesar de no haber cruzado con él ni una sola palabra, siente un profundo amor. La exaltación de Roxana contrasta con la triste decepción de Cyrano que, no obstante, promete a la muchacha proteger al futuro mosquetero. Roxana se marcha agradecida.

A continuación, entra el Conde de Guiche con otros mosqueteros, entre los que se encuentra el joven Christian. El conde propone a Cyrano que se una a él, pero éste se niega alegando que la libertad es el bien más preciado del hombre y por eso él nunca servirá a nadie. Cyrano comienza a narrar sus aventuras de espadachín pero es interrumpido en varias ocasiones por Christian que, empujado por los veteranos, se burla de su nariz. La situación se tensa al máximo, y cuando todos piensan que Cyrano matará al joven, éste revela su nombre y Cyrano comprende que es el amado por su querida Roxana, y pide a todos que se marchen.

Cuando Cyrano y Christian quedan solos, el viejo mosquetero abraza al cadete y le cuenta el interés que Roxana siente por él. Christian confiesa también su amor, pero se sabe con tan poca elocuencia, que teme no ser capaz de conquistar a tan bella y distinguida dama. Ante tal situación, Cyrano le propone una alianza: él, feo pero un estupendo poeta y orador, unirá su inteligencia a la belleza y juventud de Christian, y juntos formarán un galán ante el que no podrá resistirse muchacha alguna.

Escena Segunda

El Conde de Guiche visita a Roxana para despedirse de ella, pues marcha a la guerra contra España. Le dice a la joven que piensa vengarse de Cyrano, pues evidentemente está celoso de él, y ella, astutamente, le responde que el mejor castigo sería dejarlo ocioso en París junto con sus cadetes, en lugar de mandarlo a la guerra que es donde él se siente a gusto. De Guiche accede, y de esta forma Roxana consigue que Christian quede también en París.

Tras unas semanas de carteo, Christian está cansado de las palabras prestadas de Cyrano y decide hablar por sí mismo a su amada. Sin embargo, sus palabras balbucientes y su falta de imaginación irritan a Roxana, ya acostumbrada a la brillantez y pasión de Cyrano, y despide enojada a Christian. Para intentar ganar el terreno perdido, Christian suplica a Cyrano que lo vuelva a ayudar, a lo que éste accede. A la noche siguiente, ambos enamorados acuden bajo el balcón de Roxana, y Cyrano, oculto, va dictando al muchacho las palabras, cada vez más hermosas y apasionadas, que hacen que Roxana pida a Christian que suba hasta el balcón para ofrecerle un beso.

### Acto III

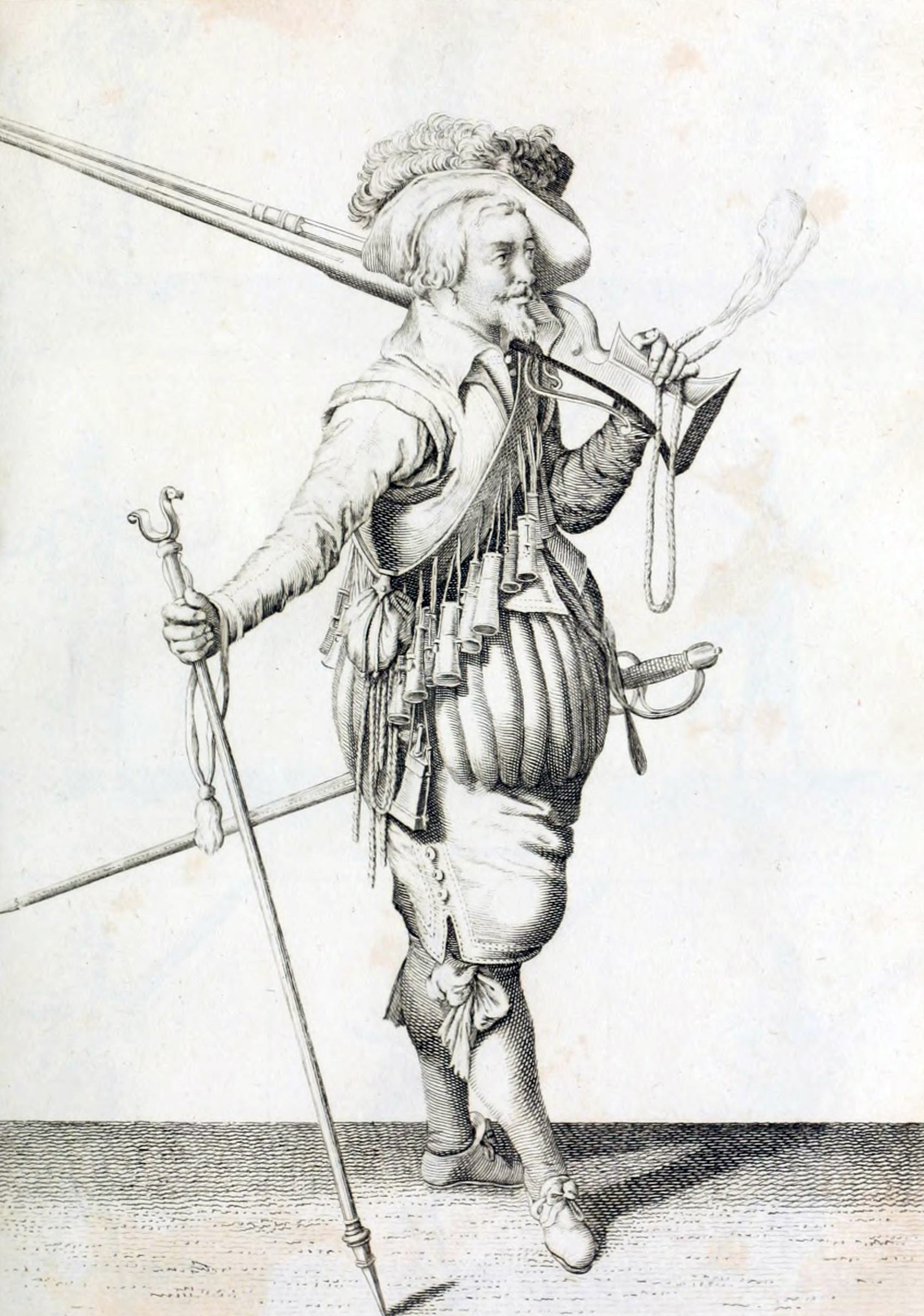
Mosquetero inglés del.

El ejército francés se encuentra sitiado por las tropas españolas en la ciudad de Arrás. De Guiche, que finalmente ha comprendió el ardid de Roxana, ha enviado a Cyrano y sus cadetes a la zona más peligrosa de la muralla. No obstante el riesgo, Cyrano sale todas las noches de la ciudad sitiada para entregar una carta escrita por él, pero con la firma falsificada de Christian, dirigida a su amada Roxana, estando de regreso al amanecer.

La tropa de cadetes está exhausta y sobre todo hambrienta; llega De Guiche y les echa en cara su falta de resistencia y valor, asimismo les comunica que los espías han informado que los españoles preparan un inminente ataque contra ese sector de la muralla. Ante el peligro mortal que se avecina, Christian le pide a Cyrano que escriba en su nombre una carta de despedida para su amada. Cyrano se la entrega al momento diciéndole que ya la tenía escrita y que además lleva semanas escribiéndole, a espaldas suyas, dos cartas diarias, aún a riesgo de su propia vida.

De pronto se oyen gritos y entra una carroza que trae a Roxana, la cual, conmovida por las románticas cartas diarias, ha decidido a pesar de los peligros ir al encuentro de su amado Christian. Ocultos en la carroza, la muchacha ha traído una gran cantidad de alimentos, por lo que todos exultan de alegría y nombran a Roxana su abanderada. Christian es el único que no está alegre, pues Roxana le ha dicho que lo ama por su alma, por su interior y no por la belleza de su físico. En ese momento comienza el asalto español y Christian, desesperado y triste, busca la muerte entre los aceros españoles. Cuando los asaltantes son rechazados, traen el cadáver de Christian entre cuyas ropas Roxana encuentra, manchada de sangre, la carta de despedida de su enamorado.

### Acto IV
Han transcurrido quince años desde la muerte de Christian, y Roxana continúa guardando luto recluida en un convento. De Guiche, muy envejecido, llega a visitarla y le cuenta las penurias de Cyrano, tanto económicas como físicas, debido a que su orgullo le impide prestar servicios a ningún noble, y que no hay día en que no desenvaine su sable para batirse con unos y otros por cualquier nimiedad. 

Cuando De Guiche se marcha, llega Cyrano que, como cada semana, viene a ver a su querida prima y ponerla al día sobre las novedades de la corte. Por primera vez en quince años el poeta se ha retrasado. Ella se lo reprocha y Cyrano se excusa diciendo que había recibido la visita de una mujer muy inoportuna. Aunque Roxana no se ha dado cuenta, Cyrano, pálido y renqueante, viene herido de muerte al ser atacado por la espalda, y la inoportuna mujer no era otra que la muerte. 

Cyrano, sintiéndose próximo a morir, pide a Roxana que le muestre la carta de despedida de Christian que ella lleva siempre consigo. Roxana se la da y él comienza a leerla en voz alta. Pronto ella se da cuenta de que se ha hecho de noche y Cyrano no puede ver, y sin embargo sigue leyendo la carta que años atrás dictó su corazón. En ese momento Roxana comprende todo, se da cuenta de que la pasión, el amor y la ternura que exhalaban las cartas nacían del corazón de su primo, Cyrano, del hombre feo pero que con un bello corazón la había amado en silencio durante toda su vida.

Roxana, emocionada, declara su amor por Cyrano y lo anima a seguir viviendo, pero él, ya sin fuerzas, desenvaina una vez más su sable y entabla un combate imaginario con la muerte, falleciendo en el lugar.

## Comentarios

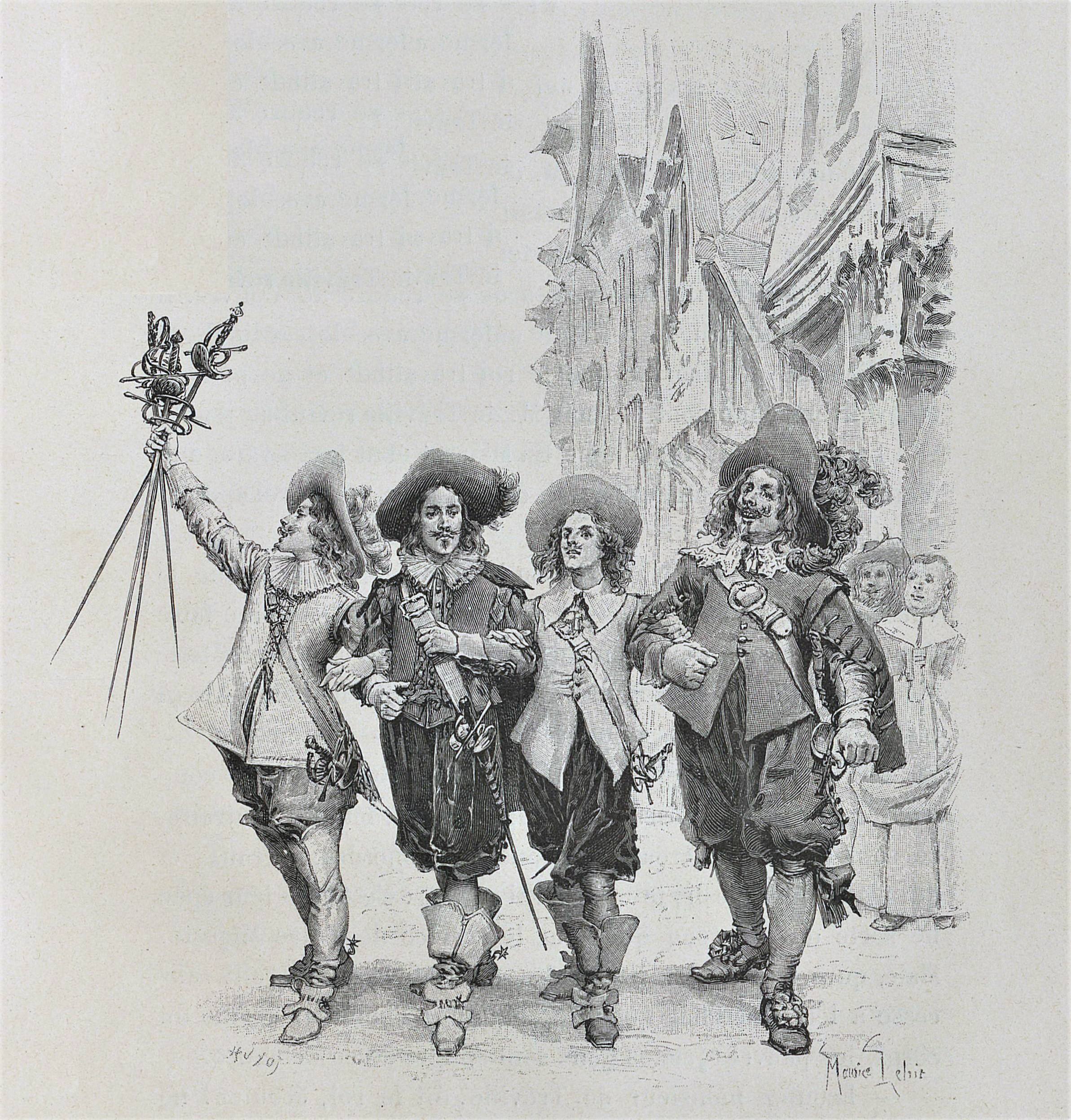
Ilustración de la novela Los tres mosqueteros, 1844, de Alejandro Dumas.

Desde la primera función del Cyrano de Bergerac de Edmond Rostand, en diciembre de 1897, la leyenda de Cyrano se ha convertido en un tema popular en la literatura y en las artes escénicas. La obra de Rostand ha sido traducida a docenas de lenguas, y ha sido adaptada para comedia musical en Broadway, un ballet, dos óperas (Cyrano de Bergerac de Alfano y Cyrano (Detroit, 2007) del compositor norteamericano David DiChiera), y varias películas ( José Ferrer o Gerard Depardieu). 

El papel de Cyrano está escrito para un tenor lírico de ancho registro o un tenor lírico spinto, tipo Cavaradossi de Tosca o Álvaro de La fuerza del destino. 

A causa de que gran parte del encanto de la obra se encuentra en su diálogo ocurrente, hay muy pocas arias en la ópera. El libreto precisó contener grandes secciones de recitativos que continuaran la acción, dejando al compositor con relativamente pocas secciones que permitían que los personajes reflexionaran en sus emociones.

Alfano exhibe aquí una opulenta paleta orquestal con ecos del impresionismo francés y resonancias de la escritura de Strauss, dentro del marco general de la tradición lírica italiana que, sin ser plenamente vanguardista, establece lazos con Debussy. Sin duda alguna el momento más conseguido de la obra es la escena del balcón del acto segundo, donde la música de Alfano consigue alcanzar un alto lirismo. 